# Kathleen Kennedy (Filmproduzentin)

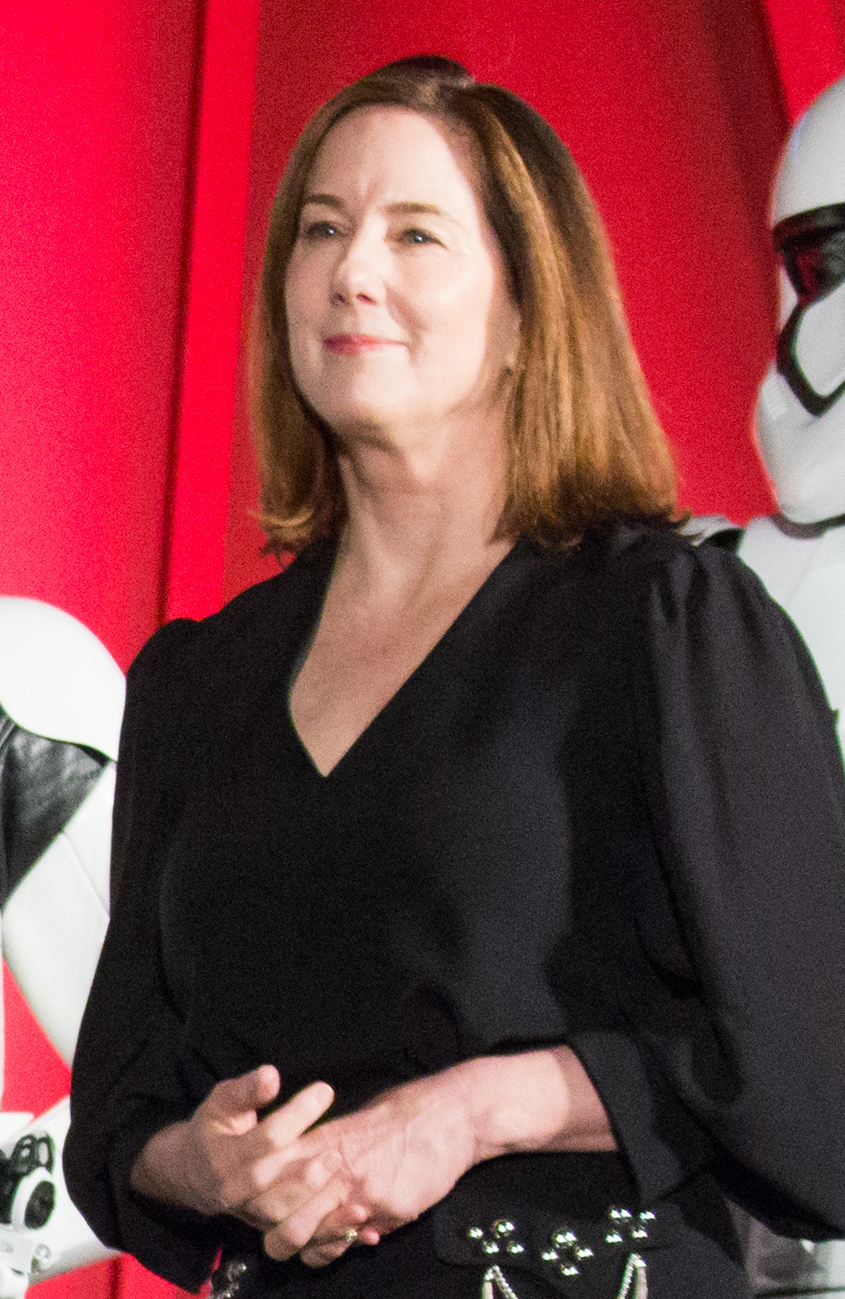
Kathleen Kennedy bei der Premiere von Star Wars: Die letzten Jedi in Japan (2017)

Kathleen Kennedy (* 5. Juni 1953 in Berkeley, Kalifornien) ist eine US-amerikanische Filmproduzentin.

## Karriere
Kennedy studierte Film in San Diego und kam durch einen Assistenten-Job bei John Milius ins Filmgeschäft. Ihr Debüt als Produzentin gab sie 1982 mit E.T. – Der Außerirdische. Mit diesem Film begann auch ihre bis heute andauernde Zusammenarbeit mit dem Regisseur Steven Spielberg, der den Film inszenierte.
Zusammen mit ihrem Ehemann Frank Marshall, ebenso wie sie als Filmproduzent tätig, und Spielberg gründete sie 1983 die Film- und Fernsehproduktionsfirma Amblin Entertainment. 1992 gründete sie zudem mit ihrem Mann die Produktionsfirma The Kennedy/Marshall Company, mit der vorwiegend Filme außerhalb von Amblin Entertainment produziert werden. Sie hat mit ihrem Mann zwei gemeinsame Kinder.
Im Laufe ihrer Karriere wurden acht ihrer bisherigen Kinoproduktionen für den Oscar der Kategorie Bester Film nominiert, jedoch ohne dass eine davon den Preis gewann, was für Kennedy nicht nur die zweitmeisten Nominierungen nach Steven Spielberg, sondern auch die meisten ohne einen Gewinn bedeutet. 1997 wurde sie bei den Saturn Awards mit dem George Pal Memorial Award geehrt. 2010 wurde sie in die American Academy of Arts and Sciences gewählt. 2018 wurde ihrem Mann und ihr gemeinsam von der Academy der Irving G. Thalberg Memorial Award im Rahmen der Oscarverleihung des Folgejahres zuerkannt.
Seit dem Verkauf von Lucasfilm an Disney im Oktober 2012 betreut Kathleen Kennedy als neue Präsidentin von Lucasfilm alle Projekte. Als Produzentin war sie maßgeblich an den Star-Wars-Filmen Das Erwachen der Macht, Rogue One, Die letzten Jedi, Solo und Der Aufstieg Skywalkers beteiligt.

## Rezeption
Die Folge "Joining the Panderverse" von South Park kritisiert das Wirken Kennedys deutlich. Auch in der Welt wird die Leistung der Präsidentin deutlich kritisiert. Es handle sich um "meist schlecht geschriebenen Nonsens" mit einer "möglichst bunten Besetzung", der eine "vermeintlich progressive Botschaft wichtiger zu sein scheint als die cineastische Qualität."

## Filmografie (Auswahl)

### Produzentin
- 1982: E.T. – Der Außerirdische (E.T. the Extra-Terrestrial)
- 1985: Die Farbe Lila (The Color Purple)
- 1986: Geschenkt ist noch zu teuer (The Money Pit)
- 1987: Das Reich der Sonne (Empire of the Sun)
- 1989: Always – Der Feuerengel von Montana (Always)
- 1990: Arachnophobia
- 1991: Hook
- 1993: Überleben! (Alive)
- 1993: Jurassic Park
- 1994: Taschengeld (Milk Money)
- 1995: Die Brücken am Fluß (The Bridges of Madison County)
- 1995: Congo
- 1995: Der Indianer im Küchenschrank (The Indian in the Cupboard)
- 1996: Twister
- 1999: The Sixth Sense
- 1999: Schnee, der auf Zedern fällt (Snow Falling on Cedars)
- 1999: Unschuldig verfolgt (A Map of the World)
- 2001: A.I. – Künstliche Intelligenz (Artificial Intelligence: AI)
- 2001: Jurassic Park III
- 2003: Seabiscuit – Mit dem Willen zum Erfolg (Seabiscuit)
- 2005: Krieg der Welten (War of the Worlds)
- 2005: München (Munich)
- 2007: Schmetterling und Taucherglocke (Le scaphandre et le papillon)
- 2008: Der seltsame Fall des Benjamin Button (The Curious Case of Benjamin Button)
- 2010: Hereafter – Das Leben danach (Hereafter)
- 2011: Die Abenteuer von Tim und Struppi – Das Geheimnis der Einhorn (The Adventures of Tintin)
- 2011: Gefährten (War Horse)
- 2012: Lincoln
- 2015: Star Wars: Das Erwachen der Macht (Star Wars: The Force Awakens)
- 2016: Rogue One: A Star Wars Story
- 2017: Star Wars: Die letzten Jedi (Star Wars: The Last Jedi)
- 2018: Solo: A Star Wars Story
- 2019: Star Wars: Der Aufstieg Skywalkers (Star Wars: The Rise of Skywalker)
- 2023: Indiana Jones und das Rad des Schicksals (Indiana Jones and the Dial of Destiny)

### Executive Producer
- 1984: Gremlins – Kleine Monster (Gremlins)
- 1985: Fandango
- 1985: Die Goonies (The Goonies)
- 1985: Zurück in die Zukunft (Back to the Future)
- 1985: Das Geheimnis des verborgenen Tempels (Young Sherlock Holmes)
- 1986: Feivel, der Mauswanderer (An American Tail)
- 1987: Die Reise ins Ich (Innerspace)
- 1987: Das Wunder in der 8. Straße (*batteries not included)
- 1988: Falsches Spiel mit Roger Rabbit (Who Framed Roger Rabbit)
- 1988: In einem Land vor unserer Zeit (The Land Before Time)
- 1989: Dad
- 1989: Zurück in die Zukunft II (Back to the Future Part II)
- 1990: Joe gegen den Vulkan (Joe Versus the Volcano)
- 1990: Zurück in die Zukunft III (Back to the Future Part III)
- 1990: Gremlins 2 – Die Rückkehr der kleinen Monster (Gremlins 2 – The New Batch)
- 1991: Kap der Angst (Cape Fear)
- 1991: Feivel, der Mauswanderer im Wilden Westen (An American Tail: Fievel Goes West)
- 1992: Der Spaß beginnt (Noises Off …)
- 1992: Feivel der Mauswanderer & seine Freunde (Fievel’s American Tails, Zeichentrickserie, 13 Folgen)
- 1993: Die Spur des Windes – Das letzte große Abenteuer (A Far Off Place)
- 1993: Eine gefährliche Frau (A Dangerous Woman)
- 1993: Vier Dinos in New York (We’re Back! A Dinosaur’s Story)
- 1993: Schindlers Liste (Schindler’s List)
- 1994: Flintstones – Die Familie Feuerstein (The Flintstones)
- 1997: Vergessene Welt: Jurassic Park (The Lost World: Jurassic Park)
- 2002: Signs – Zeichen (Signs)
- 2003: The Young Black Stallion
- 2008: Indiana Jones und das Königreich des Kristallschädels (Indiana Jones and the Kingdom of the Crystal Skull)
- 2010: Die Legende von Aang (The Last Airbender)
- seit 2019: The Mandalorian (Fernsehserie)
- 2021–2022: Das Buch von Boba Fett (The Book of Boba Fett, Fernsehserie)
- 2022: Obi-Wan Kenobi (Miniserie)
- 2022: Willow (Fernsehserie)